# مورانسينجو
مورانسينجو (بالإيطالية: Moransengo)‏ هي بلدة وبلدية في مقاطعة أستي في إقليم بييمونتي في جنوب إيطاليا.

## السكان
في سنة 1861 بلغ عدد السكان 561 نسمة، وتطور العدد ليصل في سنة 2011 لـ 212 نسمة.
يظهر هذا المخطط البياني تطور النمو السكاني لـ مورانسينجو